# Torre del Rellotge
La Torre del Rellotge (en français : Tour de l'Horloge) est un bâtiment de la municipalité de Barcelone qui est protégé en tant que Bien d'intérêt culturel local. Le bâtiment est un ancien phare construit en 1772 et transformé en une horloge 1904 qui est situé sur le Quai du Pêcheur de Barcelone.

## Histoire
En 1743, l'ingénieur marquis Georges-Prosper de Verboom faisant le projet d'agrandissement du port de Barcelone a placé, à la fin de la jetée ouest, un phare pour diriger les navires dans l'entrée du port. Le phare a fait l'objet de nombreux projets et fut finalement construit en 1772 lorsque la jetée ouest a été terminée.
En raison de l'expansion du port, quand le phare de Montjuïc a pris sa fonction en 1904, le phare du port n'a pas été démoli et la tour a été reconverti en horloge.
Identifiant : ARLHS : SPA344 .
|                   |
| Tour de l'Horloge |

|                   |
| Port de Barcelone |

### Lien connexe
- Liste des phares d'Espagne